# Innes (cràter)

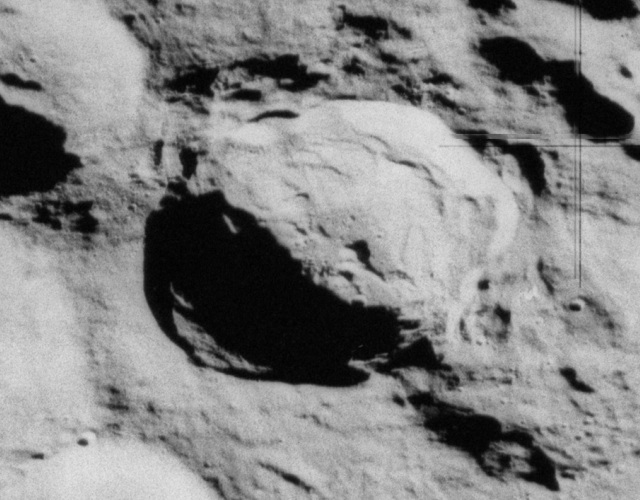
Fotografia de la missió Apol·lo 16

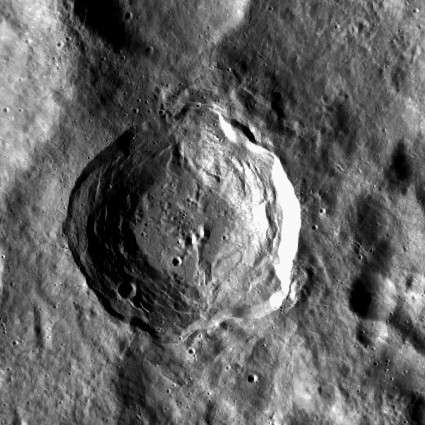
Fotografia de la missió LRO

Innes és un cràter d'impacte situat en la cara oculta de la Lluna. Es localitza tret que un diàmetre a l'est-sud-est del prominent cràter Seyfert. Al sud-est de Innes apareix el cràter Meggers, i a l'oest-sud-oest es troba el Polzunov.
Aquest cràter no ha estat significativament desgastat per impactes posteriors, mantenint un perfil ben definit. La seva forma és aproximadament circular, amb un lleuger sortint cap a l'exterior en la vora occidental. Les parets internes s'han desplomat lleugerament, produint-se un lleuger aterrossament. El sòl interior és relativament pla, i està marcat solament per uns diminuts cràters.

## Cràters satèl·lit
Per convenció aquests elements són identificats en els mapes lunars posant la lletra en el costat del punt mitjà del cràter que està més a prop a Innes.